# Max Diersche
Emil Max Diersche (* 4. Juni 1872 in Mohorn; † 12. Dezember 1944) war ein deutscher Lehrer.

## Leben
Er war der Sohn des Gutsbesitzers K. Heinrich Diersche. Nach dem Studium der Pädagogik und Naturwissenschaften an der Universität Leipzig, wo er zum Dr. phil. promovierte, war er als Lehrer zunächst in Großenhain tätig. Dann wechselte Diersche an die II. Realschule und das Realgymnasium nach Leipzig. Von 1904 bis 1906 wirkte er als Oberlehrer an der Klinger-Oberrealschule in Frankfurt am Main. Danach war er bis 1925 als Studienrat und Professor an der Staatlichen Lehrerbildungsanstalt in Hamburg tätig. Ab 1926 wirkte er am Heinrich-Hertz-Realgymnasium in Hamburg. Er wohnte in Altona und war u. a. Mitglied des Vereins Deutscher Chemiker und der Geographischen Gesellschaft in Hamburg.
Zu seinen Erfindungen zählt eine Weltzeituhr. Daneben wurde er durch zahlreiche Abhandlungen in Fachzeitschriften insbesondere zu naturwissenschaftlichen Themen bekannt.

## Schriften (Auswahl)
- Beitrag zur Kenntniss der Gesteine und Graphitvorkommnisse Ceylons. In: Jahrbuch der k.-k. geologischen Reichsanst 1898, S. 231–288.